# Cyrtolabus
Cyrtolabus es un género de coleóptero de la familia Attelabidae.

## Especies
Las especies de este género son:
- Cyrtolabus amitinus (Voss, 1932b)
- Cyrtolabus chinensisLegalov, 2004c
- Cyrtolabus christophi (Faust, 1884a)
- Cyrtolabus mutus (Faust, 1890a)
- Cyrtolabus nanpingensis Legalov, 2007a
- Cyrtolabus ouhouensis Legalov, 2007a